# Igreja Missionária Unida no Brasil
A Igreja Missionária Unida teve seu início no Brasil em 1955, com a vinda dos primeiros missionários, Earl Hartman e Donald Granitz e suas famílias, e, em 1956, Richard Lee Ummel com a sua família. É igreja histórica, pois tem origem nos movimentos anabatistas do século XVI e XVII. É também uma igreja avivada, tendo recebido influência dos movimentos wesleyano e avivalistas ocorridos nos EUA e Canadá.
Em julho de 1957 foi inaugurada a primeira Igreja Missionária Unida do Brasil, na cidade de Xambrê, Paraná, com templo próprio.
Em julho de 1958 foi inaugurada a segunda Igreja, na cidade de Ribeirão Preto, São Paulo, em dependências alugadas.
Em 1962 foi fundado e inaugurado o Instituto Bíblico de Maringá, sendo seus primeiros alunos Antônio Iranildo Rodrigues, Cleber Lacerda Neto, Edenias Jacó Da Silva, Elcy França, Mário Miki e Otília Oliveira Feca. Na mesma época criou-se o Centro Bíblico de Maringá, com a finalidade de divulgar a literatura cristã, a serviço de toda a comunidade Evangélica da região de Maringá, no Norte do Paraná. Ainda em 1966 estabeleceu-se em Maringá o estúdio de Gravações Sacro Som, que constituía o Departamento de Rádio e Televisão da Igreja Missionária Unida do Brasil.
Em 1967 a Igreja Missionária Unida do Brasil constituiu-se numa Entidade Jurídica, registrando seus Estatutos.
Em 1973 foi adquirida uma propriedade, no município de Mauá da Serra, no Estado do Paraná, onde foi construído o Acampamento Água Viva, sob a orientação dos missionários Donald Matteson e Ronald Faw, cuja finalidade é a evangelização através de acampamentos, retiros espirituais, encontros, congressos, etc., servindo toda a comunidade evangélica.
Em janeiro de 1974 foram enviadas as primeiras missionárias brasileiras, Eni Pereira e Izabel Aparecida Del Bem, em visita ao então Território Federal de Rondônia, onde já havia alguns membros da Igreja Missionária Unida.
Em 1976, com a finalidade de expansão, foram enviados os primeiros missionários brasileiros em caráter permanente, Antônio Carlos Ramos e sua esposa Marlene do Amaral Ramos, sustentados com recursos da Igreja do Brasil.
Posteriormente o Instituto Bíblico foi desativado e em seu lugar passou a funcionar o Colégio Evangélico de Maringá. A partir de 1997 a IMUB passou a usar o sistema de discipulado de pastores para formar seus pastores.
Em 1986 a IMUB começou a estabelecer-se na Bahia, a partir da cidade de Eunápolis. Em 1987 a IMUB fez a distribuição administrativa do trabalho estabelecendo dois distritos: o Distrito Sul, abrangendo as Igrejas no Paraná, São Paulo, Mato Grosso do Sul e Bahia, e o Distrito Noroeste, administrando as Igrejas em Rondônia e, depois, no Mato Grosso.
No ano 2000 o Distrito Sul foi multiplicado em três Distritos.
O Sul (Paraná), o Sudeste (São Paulo e Mato Grosso do Sul) e o Nordeste (Bahia).
Hoje a Igreja tem tantas igrejas e tantas congregações e tem projetos missionários como o de estabelecer igrejas em Moçambique (que já está sendo implantado) e em outros países, bem como no sertão nordestino.